# Tank EX
Con il Tank EX, la cui progettazione da parte del DRDO (Defence Research and Development Organisation, Organizzazione di Ricerca e Sviluppo della Difesa) indiano iniziò nel 2002, si è ottenuto un carro più piccolo del carro armato da combattimento Arjun, ma superiore al T-72 che andrà a sostituire.
Il carro, benché più leggero conserva molto del Arjun: la torretta, l'armamento (ma non la dotazione totale di colpi), il sistema di tiro digitale e il sistema di posizionamento, nonché il tipo di corazza, la Kanchan. Il nome (non ancora ufficiale) è Karna, personaggio di un poema epico indiano (la Mahābhārata).